# Snowboard-Europacup 2001/02
Der Snowboard-Europacup 2001/02 war eine von der FIS (Fédération Internationale de Ski) organisierte Wettkampfserie, die zum Unterbau des Snowboard-Weltcups 2001/02 gehörte. Sie begann am 23. Oktober 2001 in Kaunertal und endete am 3. März 2002 am Voras.

## Männer

### Podestplätze Männer
| Datum             | Austragungsort       | Disz.                 | Sieger                | Zweiter                  | Dritter              |
| ----------------- | -------------------- | --------------------- | --------------------- | ------------------------ | -------------------- |
| 23. Oktober 2001  | Kaunertal            | Halfpipe              | Vinzenz Lüps          | Reto Kestenholz          | Charles Morace       |
| 27. Oktober 2001  | Kaunertal            | Parallel-Riesenslalom | Dieter Krassnig       | Harald Walder            | Urs Eiselin          |
| 15. Dezember 2001 | Spitzingsee          | Parallel-Riesenslalom | Michael Dabringer     | Andre Grütter            | Dmitri Waitkus       |
| 16. Dezember 2001 | Spitzingsee          | Parallelslalom        | Thomas Lienbacher     | Rok Flander              | Andreas Eiselin      |
| 21. Dezember 2001 | Bad Gastein          | Parallelslalom        | Stefan Kaltschütz     | Werner Ebenbauer         | Stefan Böck          |
| 22. Dezember 2001 | Bad Gastein          | Big Air               | Marcus Poschenrieder  | Christophe Schmidt       | Tadej Valentan       |
| 12. Januar 2002   | St. Johann im Pongau | Riesenslalom          | Andreas Prommegger    | Stefan Böck              | Michael Dabringer    |
| 13. Januar 2002   | St. Johann im Pongau | Parallelslalom        | Andreas Prommegger    | Hannes Mutschlechner     | Manuel Geiler        |
| 22. Januar 2002   | Sappada              | Parallelslalom        | Manuel Geiler         | Ingemar Walder           | Thomas Lienbacher    |
| 23. Januar 2002   | Sappada              | Riesenslalom          | Sven Unger            | Heinz Inniger            | Matthias Ebner       |
| 3. Februar 2002   | Schnalstal           | Halfpipe              | Mateusz Ligocki       | Andreas Karlsson         | Fredrik Tegebro      |
| 4. Februar 2002   | Schnalstal           | Parallelslalom        | Andreas Prommegger    | Ascan Barone Pitscheider | Matthias Ebner       |
| 8. Februar 2002   | Berchtesgaden        | Halfpipe              | Tony Roos             | Gary Zebrowski           | Renato Späni         |
| 9. Februar 2002   | Kranjska Gora        | Parallel-Riesenslalom | Lukas Grüner          | Meinhard Erlacher        | Harald Walder        |
| 10. Februar 2002  | Kranjska Gora        | Parallelslalom        | Stefan Böck           | Thomas Lienbacher        | Harald Walder        |
| 10. Februar 2002  | Berchtesgaden        | Halfpipe              | Tony Roos             | Christophe Schmidt       | Marcus Poschenrieder |
| 11. Februar 2002  | Berchtesgaden        | Snowboardcross        | Michael Layer         | Tobias Fischer           | Sven Unger           |
| 16. Februar 2002  | Mauterndorf          | Parallelslalom        | Felix Stadler         | Thomas Lienbacher        | Gerry Ring           |
| 17. Februar 2002  | Mauterndorf          | Parallel-Riesenslalom | Harald Walder         | Klaus Sammer             | Gerhard Jäger        |
| 19. Februar 2002  | Krynica              | Parallel-Riesenslalom | Andreas Zarandy       | Marcin Sitarz            | Mateusz Ligocki      |
| 2. März 2002      | Voras                | Parallel-Riesenslalom | Atanas Petrov         | Bojan Grebencharski      | Vladko Trifonov      |
| 3. März 2002      | Voras                | Parallel-Riesenslalom | Markos Chatzikyriakis | Georgi Vangelov          | Stanislav Vangelov   |

### Gesamtwertungen Männer
| Rang | Name                 | Punkte |
| ---- | -------------------- | ------ |
| 1    | Thomas Lienbacher    | 1346   |
| 2    | Andreas Prommegger   | 1022   |
| 3    | Stefan Böck          | 824    |
| 4    | Matthias Ebner       | 694    |
| 5    | Lukas Prem           | 657    |
| 6    | Hannes Mutschlechner | 630    |
| 7    | Gerry Ring           | 584    |
| 8    | Felix Stadler        | 580    |
| 9    | Gerhard Unterkofler  | 546    |
| 10   | Gerardo Cusini       | 544    |

| Rang | Name               | Punkte |
| ---- | ------------------ | ------ |
| 1    | Harald Walder      | 856    |
| 2    | Lukas Grüner       | 408    |
| 3    | Stefan Böck        | 405    |
| 4    | Dieter Krassnig    | 400    |
| 5    | Andreas Prommegger | 389    |
| 6    | Michael Dabringer  | 358    |
| 7    | Gerhard Jäger      | 354    |
| 8    | Meinhard Erlacher  | 288    |
| 9    | Gerardo Cusini     | 277    |
| 10   | Klaus Sammer       | 256    |

| Rang | Name                 | Punkte |
| ---- | -------------------- | ------ |
| 1    | Michael Layer        | 290    |
| 2    | Tobias Fischer       | 232    |
| 3    | Sven Unger           | 174    |
| 4    | Benjamin Sokopf      | 145    |
| 5    | Christof Volz        | 130    |
| 6    | Lukasz Starowicz     | 116    |
| 7    | Ludovic Guillot-Diat | 104    |
| 8    | Christoph Zaller     | 93     |
| 9    | Florent Mather       | 84     |
| 10   | Mateusz Ligocki      | 75     |

| Rang | Name                 | Punkte |
| ---- | -------------------- | ------ |
| 1    | Vinzenz Lüps         | 500    |
| 2    | Reto Kestenholz      | 400    |
| 3    | Tony Roos            | 380    |
| 4    | Mateusz Ligocki      | 315    |
| 5    | Marcus Poschenrieder | 305    |
| 6    | Charles Morace       | 300    |
| 7    | Marcel Hitz          | 250    |
| 8    | Gary Zebroeski       | 234    |
| 9    | Therry Brunner       | 225    |
| 10   | Jan Michaelis        | 200    |

## Frauen

### Podestplätze Frauen
| Datum             | Austragungsort       | Disz.                 | Sieger              | Zweiter             | Dritter            |
| ----------------- | -------------------- | --------------------- | ------------------- | ------------------- | ------------------ |
| 23. Oktober 2001  | Kaunertal            | Halfpipe              | Stine Brun Kjeldaas | Nicola Pederzolli   | Anna Olofsson      |
| 27. Oktober 2001  | Kaunertal            | Parallel-Riesenslalom | Heidi Krings        | Claudia Riegler     | Heidi Jaufenthaler |
| 15. Dezember 2001 | Spitzingsee          | Parallel-Riesenslalom | Heidi Krings        | Brigitte Holaus     | Corinne Mottu      |
| 16. Dezember 2001 | Spitzingsee          | Parallelslalom        | Kathrin Winkler     | Ursula Bruhn        | Corinne Mottu      |
| 12. Januar 2002   | St. Johann im Pongau | Riesenslalom          | Heidi Krings        | Birgit Herbert      | Brigitte Holaus    |
| 13. Januar 2002   | St. Johann im Pongau | Parallelslalom        | Heidi Krings        | Marija Tichwinskaja | Kathrin Winkler    |
| 22. Januar 2002   | Sappada              | Parallelslalom        | Bianca Elzenbaumer  | Kathrin Winkler     | Verena Domenig     |
| 23. Januar 2002   | Sappada              | Riesenslalom          | Tina Englisch       | Swetlana Boldykowa  | Petra Elsterová    |
| 3. Februar 2002   | Schnalstal           | Halfpipe              | Paulina Ligocka     | Marcelina Frycz     | Izabela Pajak      |
| 4. Februar 2002   | Schnalstal           | Parallelslalom        | Stacia Hookom       | Nicola Vavruskova   | Romy Pletzer       |
| 8. Februar 2002   | Berchtesgaden        | Halfpipe              | Chloé Laurent       | Carla Reinhard      | Paulina Ligocka    |
| 9. Februar 2002   | Kranjska Gora        | Parallel-Riesenslalom | Heidi Krings        | Stacia Hookom       | Heidi Neururer     |
| 10. Februar 2002  | Kranjska Gora        | Parallelslalom        | Doresia Krings      | Stacia Hookom       | Marion Kreiner     |
| 10. Februar 2002  | Berchtesgaden        | Halfpipe              | Paulina Ligocka     | Chloé Laurent       | Audrey Achard      |
| 11. Februar 2002  | Berchtesgaden        | Snowboardcross        | Marjorie Rey        | Sandra Michl        | Tanja Uhlmann      |
| 16. Februar 2002  | Mauterndorf          | Parallelslalom        | Heidi Krings        | Ursula Fingerlos    | Zuzana Vojtechova  |
| 17. Februar 2002  | Mauterndorf          | Parallel-Riesenslalom | Doresia Krings      | Ursula Bruhn        | Zuzana Vojtechova  |
| 19. Februar 2002  | Krynica              | Parallel-Riesenslalom | Blanka Isielonis    | Małgorzata Kukucz   | Laura Lovasz       |
| 2. März 2002      | Voras                | Parallel-Riesenslalom | Teodora Pentschewa  | Marija Dimowa       | Raina Kirova       |
| 3. März 2002      | Voras                | Parallel-Riesenslalom | Teodora Pentschewa  | Marija Dimowa       | Raina Kirova       |

### Gesamtwertungen Frauen
| Rang | Name              | Punkte |
| ---- | ----------------- | ------ |
| 1    | Kathrin Winkler   | 910    |
| 2    | Heidi Krings      | 870    |
| 3    | Doresia Krings    | 692    |
| 4    | Marion Kreiner    | 676    |
| 5    | Romy Pletzer      | 655    |
| 6    | Ursula Bruhn      | 637    |
| 7    | Stacia Hookom     | 546    |
| 8    | Manuela Riegler   | 500    |
| 9    | Nicola Vavruskova | 496    |
| 10   | Petra Elsterová   | 456    |

| Rang | Name              | Punkte |
| ---- | ----------------- | ------ |
| 1    | Heidi Krings      | 1140   |
| 2    | Doresia Krings    | 820    |
| 3    | Petra Elsterová   | 531    |
| 4    | Ursula Fingerlos  | 464    |
| 5    | Zuzana Vojtechova | 455    |
| 6    | Ursula Bruhn      | 428    |
| 7    | Kathrin Winkler   | 425    |
| 8    | Heidi Neururer    | 416    |
| 9    | Claudia Riegler   | 400    |
| 10   | Stacia Hookom     | 320    |

| Rang | Name                | Punkte |
| ---- | ------------------- | ------ |
| 1    | Marjorie Rey        | 220    |
| 2    | Sandra Michel       | 176    |
| 3    | Tanja Uhlmann       | 132    |
| 4    | Sophie Raubinger    | 110    |
| 5    | Jennifer Frino      | 99     |
| 6    | Delphine Comparat   | 88     |
| 7    | Emilie Leyssieux    | 79     |
| 8    | Heidi Leitner       | 70     |
| 9    | Isabella Laböck     | 64     |
| 10   | Verena Praxenthaler | 57     |

| Rang | Name                | Punkte |
| ---- | ------------------- | ------ |
| 1    | Stine Brun Kjeldaas | 500    |
| 2    | Paulina Ligocka     | 485    |
| 3    | Nicola Pederzolli   | 400    |
| 4    | Chloé Laurent       | 360    |
| 5    | Verena Höfer        | 315    |
| 6    | Vroni Brandt        | 310    |
| 7    | Anna Olofsson       | 300    |
| 8    | Marcelina Frycz     | 276    |
| 9    | Manuela Pesko       | 250    |
| 10   | Carla Reinhard      | 240    |